# Урусова, Евдокия Юрьевна
Княжна Евдоки́я (Э́да) Ю́рьевна Уру́сова (10 [23] ноября 1908, Москва, Российская империя — 23 декабря 1996, Москва, Россия) — советская и российская актриса, народная артистка РСФСР (1989).

## Биография
Представительница ярославских князей Урусовых, внучка Дмитрия Семёновича Урусова, племянница Сергея Дмитриевича и Дмитрия Дмитриевича Урусовых. По материнской линии — внучка исторического романиста Салиаса-де-Турнемира, правнучка Евгении Тур.
Отец, Георгий (Юрий) Дмитриевич Урусов (1878—1937), депутат Государственной Думы, товарищ (заместитель) прокурора в Москве и Могилёве, был ближайшим другом Сергея Львовича Толстого. Мать — Евдокия Евгеньевна Салиас-де-Турнемир (1882—1939) — писательница, была одной из первых женщин-издательниц: в журнале «Русская речь», который она издавала, печатались Н. С. Лесков, В. А. Слепцов, С. М. Соловьёв, А. С. Суворин и другие.
С ранних лет Эда Урусова занималась в частной танцевальной школе у Маргариты Зелениной — дочери Марии Ермоловой; среди её педагогов была Надежда Михайловна Вахтангова — жена Евгения Багратионовича Вахтангова. Ещё до окончания средней школы Урусова выдержала приёмные экзамены в студии Художественного театра, однако ей было предложено окончить школу.
В 1925 году Урусова поступила в студию Ермоловой при Малом театре на курс С. В. Айдарова, где её педагогами были Е. К. Лешковская и Н. Ф. Костромской; по окончании студии — в 1928 году стала актрисой Московского театра имени Ермоловой.
Её первой киноролью стал эпизод в фильме «Ледяной дом» (1928 год) — она танцевала в паре, открывающей бал при дворе Анны Иоанновны.
В январе 1935 года была арестована сестра Эды Урусовой — Елена, а в марте этого же года — отец и муж сестры.
В сентябре 1937 года был арестован и вскоре расстрелян двоюродный брат Эды Юрьевны — Дмитрий Сергеевич (сын С. Д. Урусова), а в октябре того же года — мать Эды Юрьевны (несмотря на перенесённую недавно тяжёлую онкологическую операцию) выслали из Москвы в Киргизию.
В марте 1938 года арестован как «участник контрреволюционной фашистско-террористической группы из числа артистов театра» (арестовано было 6 человек) муж Эды Юрьевны — Михаил Унковский. 17 июня того же года на вокзале перед отходом поезда, на котором театр выезжал на гастроли в Ленинград, была арестована и сама Эда Юрьевна. По некоторым данным, причиной ареста стал её отказ подписать донос парторга театра на актёра Александра Демича, арестованного вместе с М. С. Унковским. Но сама Эда Юрьевна вспоминала, что «следователь Эдельман, который вёл допрос на Лубянке, не обвинял её в участии в группе, в которую входил М. Унковский, не пытался добиться от неё признания в контрреволюционной деятельности и дать показания против кого-либо из товарищей или знакомых. Обвинял он её в связях с фашистами, а она плохо представляла себе, что такое фашизм и в чём заключается её преступление…»
Э. Ю. Урусова была осуждена на 10 лет ИТЛ. Срок отбывала в Буренинском пункте Дальлага, работала в топографическом отряде, играла в лагерном театре, где встретилась с А. Демичем; затем была дояркой, счетоводом. Переведена в женскую колонию на станции Известковая, театр КВО. Освобождена досрочно. Работала в Угличском театре.
Второй арест — в 1949 году прямо на сцене, отправлена в ссылку. Весной 1950 года, узнав о её бедственном положении, актёры Норильского театра устроили ей вызов в Норильск. Там с ней работали попавшие в эти же места Иннокентий Смоктуновский и Георгий Жжёнов. Во время пребывания в лагерях актриса со своими коллегами организовывала театры, выступала в Хабаровске, Комсомольске-на-Амуре.
В 1955 году, после реабилитации, Евдокия Урусова вернулась в Москву и вновь пришла в Театр Ермоловой, где сыграла около двухсот ролей: леди Мильфорд («Коварство и любовь» Ф. Шиллера), Мать («Мать своих детей» А.Афиногенова), Меме («Суббота, воскресенье, понедельник» Э. де Филиппо) и другие. Снималась в кино («Ларец Марии Медичи») и на телевидении («Месяц в деревне» А. Эфроса по И. С. Тургеневу, «Детство. Отрочество. Юность» П. Фоменко по Л. Н. Толстому). В трилогии Толстого Урусова с большой художественной силой сыграла Бабушку.
В 1994 году Б. А. Львов-Анохин поставил в Новом драматическом театре спектакль «Письма Асперна» по Г. Джеймсу специально «на Урусову». Это была её последняя роль, которую она играла с высочайшим мастерством, вложив в нее опыт всей своей трудной творческой и человеческой жизни. Последний раз она вышла на сцену незадолго перед смертью, в 88 лет.
Евдокия Юрьевна Урусова скончалась 23 декабря 1996 года на 89-м году жизни в Москве. Похоронена на Введенском кладбище (участок № 23).

## Семья
- Первый брак — Михаил Семёнович Унковский (1904—1940), выпускник театральной студии имени Ермоловой (1925), с 1929 года — артист студии Хмелёва в Москве (театра-студии имени М. Н. Ермоловой), внук основателя русской скрипичной школы Льва Семёновича Ауэра и адмирала Ивана Семёновича Унковского; умер в Севвостоклаге на Колыме[13].
  - Сын — Юрий Михайлович Унковский (род. 1932). Окончил Ленинградский кораблестроительный институт, инженер-кораблестроитель, автор-составитель сборника материалов о матери[14].
- Второй брак — Александр Иванович Блохин (?—?), с которым Эда Юрьевна познакомилась в лагере, куда его посадили по 58-й статье, сын танцовщика, солиста Большого театра Ивана Фёдоровича Блохина (1881—1964) и хореографа, заслуженного деятеля искусств РСФСР Марии Львовны Клементьевой (1893—1973), впоследствии — организатор самодеятельности[15].

#### Сестра и братья
- Брат — Урусов Никита Юрьевич (1906—1985), инженер-геодезист.
- Брат — Урусов (Волков) Кирилл Юрьевич (1910—1976), геолог. Был арестован в 1933 году; в 1936 году, женившись на Софье Иосифовне Волковой, взял фамилию жены[16].
- Сестра — Урусова (в замужестве — Раевская) Елена Юрьевна (1913—1937), библиотекарь. Расстреляна в июле 1937 года[10][17]. Муж — Сергей Петрович Раевский (1907—2004), в 1935 году был арестован вместе с женой по «кремлёвскому делу».[18]
  - Племянник — Кирилл Сергеевич Раевский, фармаколог, член-корреспондент АМН СССР (1988), член-корреспондент РАМН (1992), член-корреспондент РАН (2014)[19].

## Работы в театре

### Московского театра имени М. Н. Ермоловой
- «Платон Кречет» А. Е. Корнейчука — Лидия
- «Последние» М. Горького — Надежда
- «Русские люди» К. М. Симонова — Мать
- «Мольба о жизни» Ж. Дюваля — Тётя Ирен
- «Гроза» А. Н. Островского — Кабаниха
- «Коварство и любовь» Ф. Шиллера — леди Мильфорд
- «Женитьба» Н. В. Гоголя — Фёкла Ивановна
- «Дядя Багдасар» А. Пароняна — Марта
- «Ложь на длинных ногах» Э. де Филиппо — Кристина
- «Зелёная комната» повести Джона Пристли «Дженни Вильерс» — миссис Ладлоу
- 1949 — «Пушкин» А. П. Глобы — Загряжская, старая графиня
- 1956 — «Опасный поворот» Дж. Пристли — Мод Мокридж
- 1959 — «Сны Симоны Машар» Б. Брехта и Л. Фейхтвангера — Мари Сюпо
- 1963 — «Мать своих детей» А. Афиногенова — Мать
- 1964 — «Лес» А. Н. Островского — Гурмыжская
- 1969 — «Месяц в деревне» И. С. Тургенева — Анна Семёновна Ислаева
- 1974 — «Суббота, воскресенье, понедельник» Э. Де Филиппо — тётушка Меме
- 1978 — «Деньги для Марии» В. Г. Распутина — Комариха
- 1985 — «Дядя Ваня» А. П. Чехова — Войницкая

### Новый драматический театр
- 1994 — «Письма Асперна» по Г. Джеймсу — …

## Фильмография
- 1928 — Ледяной дом — девушка на балу
- 1962 — Цепная реакция
- 1964 — Возвращённая музыка
- 1968 — Братья Карамазовы — Марфа Осиповна
- 1971 — 12 стульев — Клавдия Ивановна, тёща Воробьянинова
- 1973 — Месяц в деревне (телеспектакль) — Анна Семеновна
- 1978 — Прыжок с крыши
- 1978 — Мораль пани Дульской — крёстная Ганки
- 1980 — Ларец Марии Медичи — Вера Фабиановна Чарская
- 1980 — Тайна Эдвина Друда — миссис Тишер
- 1981 — На Гранатовых островах
- 1981 — Отставной козы барабанщик
- 1985 — Свидание на Млечном пути — хозяйка дома
- 1986 — Курьер — Агнесса Ивановна
- 1987 — Мегрэ у министра — консьержка в доме министра
- 1987 — Игра в детектив. Выпуск 1 (режиссёры: Леонид Пивер, Виктор Крюков, телеспектакль) — мадам Гофре
- 1989 — Утоли моя печали
- 1989 — Жизнь по лимиту
- 1990 — Арбатский мотив
- 1991 — Назад в СССР — мать криминального авторитета
- 1992 — Гроза над Русью — мамка царя Онуфриевна

## Озвучивание мультфильмов
- 1990 — Серый волк энд Красная Шапочка — бабушка Красной Шапочки
- 1990 — Невиданная, неслыханная — лошадь